# خفاش استرالیایی
خفاش استرالیایی (نام علمی: Myotis australis) نام یک گونه از سرده خفاش گوش‌موشی است.